# Kitunda, Tabora
Kitunda este o așezare situată în Tanzania, în Regiunea Tabora.